# El Rosario (Nariño)
El Rosario es un municipio colombiano ubicado en el departamento de Nariño, en el sudoeste de la nación. Se sitúa a 124 kilómetros de San Juan de Pasto, la capital del departamento. 
Fue fundado en 1815 y fue elevado a la categoría de municipio en 1904.

## Ubicación
El municipio de El Rosario posee un área de 566 kilómetros cuadrados (incluyendo área de litigio). Su cabecera municipal está localizada a 01º 44' 48" de latitud norte, y 77º 20' 19" de longitud oeste, del meridiano de Greenwich. Con una altitud de 1500 metros sobre el nivel del mar, y una temperatura media de 19 grados Celsius.

## Organización política[3]
El Municipio de El Rosario se encuentra distribuido en cuatro (4) corregimientos rurales y uno en la zona Centro, En los cinco (5) corregimientos existen 36 veredas incluyendo la cabecera corregimental, dotadas de Personería Jurídica, mas no legalmente constituidas a través de acuerdo. 
Tabla 2.1 División Territorial del Municipio
| CORREGIMIENTO CABECERA | CABECERA CORREGIMENTAL | TOTAL VEREDAS POR CORREGIMIENTOS | VEREDAS CON PERSONERIA JURIDICA                                                                                          |
| Especial Zona Centro   | El Rosario             | 11                               | El Rosario, La Guaca, Potrerito, Guayacanal, La Recogida, La Carrera, Matarredonda, El Jardín, El Vado, Macal, El Pinche |
| Santa Rosa del Rincón  | El Rincón              | 3                                | El Rincón, pueblo Nuevo, La Montaña                                                                                      |
| Martín Pérez           | Martín Pérez           | 6                                | Martín Pérez, Despensa, Planada, Vapor, Centella, Robles                                                                 |
| La Sierra              | La Sierra              | 7                                | La Sierra, La Claudia, El Suspiro, Plan de Cumbitara, Santa Isabel, Palermo, Galindez                                    |
| Esmeraldas             | Esmeralda              | 11                               | Esmeraldas, Loma Pamba, Piedra Grande, El Vergel, Los Pinos, La Guadua, La Tigrera, San Miguel, San Rafael y Río Verde   |
| Total de Veredas       |                        | 37                               | |

Tabla 2.2 Límites veredales
| VEREDAS                | LIMITES |
| La Planada             | Departamento del Cauca, Martín Pérez, Macal, El Vado.                                                                    |
| Martín Pérez           | Departamento del Cauca, Municipio de Leiva, Centella, Robles, Vapor, La Planada.                                         |
| Robles                 | Martín Pérez, Centella, San Miguel, La Esmeralda, El Vapor.                                                              |
| Centella               | Martín Pérez, Municipio de Leiva, Esmeraldas, Corregimiento de Esmeraldas, Los robles.                                   |
| El Rincón              | Pueblo Nuevo, La Guadua, El Suspiro, La Claudia, La Sierra, La Recogida, La Guaca.                                       |
| La Montaña             | Pueblo Nuevo, Rincón, La Guaca, Macal, San Miguel.                                                                       |
| Pueblo Nuevo           | El Rincón, La Montaña, La Guadua                                                                                         |
| El Vado                | La Planada, el Jardín, Matarredonda, Municipio de Mercaderes.                                                            |
| Matarredonda           | El Vado, El Jardín, Centro Rosario, Pinche, Municipio de Mercaderes                                                      |
| El Jardín              | La Planada, Potrerito, La Carrera, Centro Rosario, Matar ratón.                                                          |
| Potrerito              | La Planada, Macal, La Guadua, Guayacanal, El Jardín                                                                      |
| Guayacanal             | La Guaca, La recogida, Centro Rosario, El Jardín. Potrerito                                                              |
| La Guaca               | El Potrerito, Macal, La Montaña, El Rincón, La Recogida, Guayacanal                                                      |
| Macal                  | Martín Pérez, El Vapor, San Miguel, La Guaca, El Potrerito, La Planada.                                                  |
| La Recogida            | El Rincón, La Claudia, La Siera, Centro Rosario, Guayacanal. La Guaca                                                    |
| Pinche                 | Dpto del Cauca, Mataredonda, Centro Rosario, La Sierra, Valle de Cumbitara.                                              |
| La Guadua              | San Miguel, Los Pinos, La Esmeralda, La Tigrera, Suspiro, El Rincón, Pueblo Nuevo, La Montaña, La guaca, Macal, El Vapor |
| La Esmeralda           | Municipio de Leiva, San Miguel, El Roble, Centella.                                                                      |
| Loma Pamba             | La Esmeralda, Municipio de Leiva, Piedra Grande.                                                                         |
| Piedra Grande          | La Esmeralda, Loma Pamba, Municipio de Leiva, El Vergel, Los Pinos, San Miguel.                                          |
| El Vergel              | Municipio de Leiva, La Tigrera, La Esperanza, Los Pinos, Piedra Grande.                                                  |
| Los Pinos              | La Esmeralda, Loma Pamba, Piedra Grande, El Vergel, La Esperanza, La Guadua, San Miguel.                                 |
| San Miguel             | La Esmeralda, Los Pinos, La Gaudua, El Vapor, Los Robles.                                                                |
| San Rafael             | Municipio de Leiva, Municipio de El Charco, Municipio de Policarpa, Municipio de Rosario, La Esperanza, El Vergel.       |
| La Esperanza (Tigrera) | El Vergel, San Rafael, El Rincón, La Guadua, Los Pinos.                                                                  |
| Galindez               | Municipio de Policarpa, Cumbitara, La Sierra y Santa Isabel.                                                             |
| Santa Isabel           | Municipio de Policarpa, Galindez, La Sierra, Palermo.                                                                    |
| Palermo                | Municipio de Policarpa, Santa Isabel, La Sierra.                                                                         |
| Valle de Cumbitara     | El Pinche, La Sierra, Galindez, Municipio de Policarpa, Taminango, Mercaderes.                                           |
| La Sierra              | El Pinche, La Recogida, La Claudia, Policarpa,Palermo, Santa Isabel, Galindez, Cumbitara.                                |
| El Suspiro             | La Claudia, El Rincón, Policarpa.                                                                                        |
| La Claudia             | La Sierra, La Recogida, El Rincón, El Suspiro, Policarapa.                                                               |
| La Carrera             | Potrerito, Guayacanal. La Recogida, Centro Rosario, El Jardín                                                            |
| El Vapor               | San Miguel, La Guadua, Macal, Martín Pérez y Ro                                                                          |

## Historia[3]
El municipio de El Rosario, fue fundado en el año de 1815, por una familia de origen español, conformada por don Vicente, Mariano y Concepción Ojeda, en compañía de Fermín Gómez. Esta familia venía desterrada de San Francisco de Quito, donde, a raíz del proceso de pacificación, muchas familias que habían apoyado la causa republicana fueron perseguidos a sangre y fuego.
De Quito llegaron a Pasto, con la intención de llegar a la provincia de Popayán y posteriormente a la costa Atlántica y luego zarpar hacia España, pero las cosas no les salieron como ellos pensaba.; Llegando a Pasto, fueron perseguidos y tuvieron que refugiarse en las montañas cerca al municipio de San Lorenzo, con la intención de pasar por las montañas de Barruecos, pero este sitio era demasiado peligroso. Tomaron como vía alterna el paso por el valle del Patía, pero por la amenaza de los patianos, un grupo de sublevación de negros y criollos, el camino a la ciudad de Popayán nuevamente fue frustrado.
De este modo decidieron refugiarse en la parte alta del valle del Patía, llegaron a un lugar cubierto de pastizales y árboles de guayabo y al centro un gran árbol de higuerón; a ese sitio decidieron llamarlo Los Guayabos, luego El Mirador y más tarde El Rosario en honor a la Virgen del rosario.
Como primeros pobladores de la región se tiene a las tribus de los camacuaras, en la región de Madrigales, famosos por la historia de la “ciudad de las torres blancas”, se dice que eran muy guerreros y sanguinarios, los sindaguas, al centro del municipio principalmente en la zona de Esmeraldas y Leiva y los Patías, en el valle de Patía, famosos por el los yacimientos de sal.
El primer alcalde del municipio fue el coronel Andrés Ojeda, de tendencia política conservadora, impulsó grandes obras en el municipio. El municipio de El Rosario hace unos 30 años, era en extensión uno de los primeros municipios del departamento; de él se disgregaron, los municipios de Policarpa en 1976 y posteriormente el municipio de Leiva en 1979. El municipio de El Rosario es constituido oficialmente como tal, en 1904 mediante ordenanza expedida por la Asamblea departamental. En 1968 se fundó el colegio de Nuestra Señora de El Rosario, mediante ordenanza n.º 053 de 1986, en 1976 se construye la vía carreteable Pan de Azúcar – El Vado – El Rosario. Hacia 1986 se construye la vía El Rosario – Remolino, que actualmente esta pavimentada en un 50% y que atraviesa por un puente el Río Patía cerca de la desembocadura del Río Mayo (Colombia) que sirve de límite de los departamentos de Nariño (Colombia) y Cauca (Colombia).

## Geografía[3]
El relieve del territorio es montañoso con pendientes que superan en la mayoría de la superficie el 50%, el municipio se distribuye entre las provincias fisiográficas: cordillera occidental, las dos vertientes y la depresión del Patía.  
La región sur occidental de Colombia la conforman en forma general los municipios de Nariño, Cauca y Valle, cuya principal vía de comunicación es la carretera Panamericana que une a las ciudades de Pasto, Popayán y Cali, cobijando ciudades intermedias de menor escala; esta vía une también con las ciudades de Medellín, Bogotá. El departamento de Nariño desarrolla una economía de estirpe campesina y agrícola, cuyo factor determinante es el minifundio, como una transición a una economía  eminentemente latifundista en el departamento del Cauca, a la economía industrial y de mayor énfasis en el latifundio que representa el departamento del Valle.  
El casco urbano del Municipio de El Rosario se encuentra localizado en la zona sur del territorio municipal, en la Cuchilla Las Piñas sobre el flanco oriental de la Cordillera Occidental, situación que lo pone en contacto con su entorno regional a través de tres vías de comunicación, al norte con Esmeraldas, al oriente con El Vado y al sur oriente con Remolino (Taminango). 

## Economía[3]
La economía del municipio de El Rosario se fundamenta principalmente en la producción agrícola y está representada en los renglones de maíz, café, plátano, frutales y cultivos de autoconsumo. Le sigue en su orden la explotación pecuaria relacionada con la ganadería de doble propósito.
La producción de coca ocupa un lugar destacado dentro de la economía del municipio por constituirse en la mayor generadora de ingresos.

### Sistemas de producción agropecuarios
Un sistema de producción agropecuario es una estructura de componentes vegetales y/o animales, manejada por una persona o un grupo de personas, que hacen interactuar unos recursos (Tierra, capital y trabajo) entre sí y con un entorno, (en función de unas normas sociales, un mercado, unas instituciones y otros sistemas) con el fin de producir bienes y servicios agrícolas y/o pecuarios para satisfacer el consumo interno y una demanda intermedia o final (HERNÁNDEZ et al, 1999)
La aplicación metodológica para caracterizar los sistemas de producción agropecuarios permite identificar en espacios biofísicos homogéneos, las características productivas, técnicas y socioeconómicas determinantes de la situación y manejo de cada sistema de producción, la definición de la problemática y de opciones tecnológicas susceptibles de ser evaluadas mediante acciones institucionales.
La definición de espacios homogéneos se fundamenta en la relación de factores físicos (Suelo- clima), bióticos (Cobertura y uso del suelo) y socioeconómicos relacionados con aspectos económicos (Costos, precios, recursos utilizados), productivos (Volúmenes de producción, rendimientos), de mercado (Infraestructura, comercialización) y de servicios (Asistencia técnica, crédito) entre otros.
En el municipio de El Rosario, mediante un taller participativo realizado el 16 de octubre de 2001 con productores y técnicos de la zona, se definieron los sistemas de producción existentes por piso térmico, se identificaron dentro de éstos, la actividad productiva agrícola o pecuaria con las respectivas áreas, los cultivos principales y potenciales y la disponibilidad de servicios y recursos para la producción.

## Fiestas patronales
Estas celebraciones se realizan año tras año, en el mes de octubre.

## Recursos turísticos

### Río Patía
El municipio de El Rosario cuenta con recursos turísticos de importancia como la variedad del ecosistema, el Río Patia, la peña de la Virgen de Cumbitara, la laguna verde, las ruinas del Pueblo Perdido de la sal y el paisaje de su valle que se domina desde la cabecera municipal con una amplia vista que incluye el Macizo Colombiano y el Nudo de los Pastos. El río Patía, que por su gran caudal se puede utilizar para Rafting, tubing y balsaje con operadoras propias de El Rosario, en épocas festivas se realizan festivales de turismo que tienen gran acogida en toda la región. Otra forma de turismo en el Patía son los paseos de olla en época de verano y disfrutar de diferentes sitios dedicados al turismo como La Bocana y Tierra de Sol.

## Ecología[3]
Conservación Actividad que contribuye al mantenimiento y protección de los recursos naturales y bellezas escénicas; se contempla dentro de esta categoría la función protectora y de recreación. Es el tipo de uso que se le está dando principalmente a las áreas de altas productoras de agua presentes en el municipio, aunque actualmente están seriamente amenazadas por la tala y quema, que se realiza con el fin de establecer cultivos ilícitos. Las zonas a conservar son las áreas de bosques naturales poco intervenidos, ubicados a lo largo y ancho del municipio, pero con mayor interés las que se encuentren en la parte alta de las montañas y que su función ambiental es captar y producir agua. Los bosque primarios que son relictos de bosque ubicados a lo largo de las corrientes de aguas, revisten gran importancia ya que su función es la de proteger el agua, no permitiendo su evaporación. Otras formaciones dignas de resaltar, son los rastrojos, que son, las comunidades vegetales que se establecen en un área después de que esta ha sido intervenida antrópicamente para establecer algún tipo de cultivo de subsistencia, aprovechando las bondades de los suelos ricos en materia orgánica. En esta comunidad se presentan inicialmente especies invasoras o colonizadoras poco exigentes debido a que los suelos resultantes de la explotación, pierden las propiedades químicas y físicas iniciales, factor que favorece el poblamiento y la preparación del suelo para especies un poco más exigentes. Actividad donde se aprovechan los productos de la vegetación natural para diversos fines, bien sea que modifiquen o no el paisaje: madera, fibras vegetales, resinas, alimentos, forraje, sustancias medicinales, materia prima para artesanía, entre otras. Para la región del Patía prima la extracción para consumo de leña. Es el uso que desafortunadamente domina para los relictos de bosque existentes en el municipio. La flora de la región es variada aunque sigue un proceso de extinción, lo mismo que la fauna asociada a causa de la tala indiscriminada por parte de los habitantes de la zona, para el establecimiento de cultivos ilícitos, ampliación de la frontera agropecuarios y la extracción de leña y carbón.

### Flora
En general se puede decir que la abundancia de flora en este municipio es alta, debido a las condiciones ambientales presentes como son el clima, diferentes materiales parentales, suelos, y los regímenes de humedad que van desde el muy húmedo en la zona alta de la cordillera hasta el seco en el valle del Patía. En el municipio se pueden apreciar claramente dos formaciones vegetales. La zona húmeda de sotavento, es rica en especies e importante por su cobertura de bosques poco intervenidos y su función de productora de agua; mientras que la ladera de barlovento es seca, presenta un alto índice de desertización, debido a la alta fragilidad del ecosistema que al modificarles la cobertura vegetal, cambia el régimen hídrico, amenazando toda la zona con la sequía. En un muestreo realizado en la parte media en inmediaciones de la cabecera urbana del municipio de El Rosario, se presentan las siguientes especies, acompañadas de algunas

### Fauna
La fauna comprende todas las formas de vida animal, desde organismos microscópicos, hasta especies mayores salvajes. En las ciencias biológicas, el estudio de la fauna representa un área de especial interés, a causa de su enorme biodiversidad y sus dinámicas interrelaciones de grupo y con su medio. La fauna representa un valioso recurso natural renovable que debe manejarse para preservar el equilibrio ecológico entre las diversas especies animales y entre éstas y el medio que los aloja. Desde hace mucho tiempo, se recalca en la necesidad de conservar las especies animales para evitar su extinción ; sin embargo la conservación no sólo consiste en evitar que la acción del hombre afecte a los animales con prácticas como la caza indiscriminada, sino en diseñar las estrategias que impidan el deterioro del hábitat animal, evitando la contaminación y promoviendo los programas de zoocría y piscicultura para aprovechar de manera racional estos recursos sin poner en peligro ni las especies animales explotadas ni las nativas. Según las fuentes de información secundaria, en las áreas donde existen bosques primarios se observan especies como micos, guatín, borugas, machín, cerillo, armadillo, ardilla, perezoso, tucán, panguana, gúalguaros, águila, pavas, grulla, pájaro Luis, pájaro gallo, variedad de reptiles, entre otras. En los ecosistemas de bosques secundarios, rastrojos y zonas de cultivo las especies que más predominan son: el conejo, ardilla, gato montés, rata de montés, raposa, carpintero, loro mudo, toreador, tórtola, chocleros, mirlas, haragán, gavilán, variedad de reptiles, entre otras. En las tablas contenidas en el documento ecología se presentan las especies de aves, reptiles, anfibios y mamíferos; su estado en el municipio de acuerdo con información directa de los pobladores y secundaria de estudios ambientales previos, como el realizado por Consultaría Colombiana. Para mirar las tablas de las especies consulte el documento ecología, el cual se encuentra en el canal Nuestro municipio en la sección documentos del municipio